# Marcel Bonhomme
Marcel Bonhomme, né le 11 septembre 1887 dans le 9e arrondissement de Paris et mort le 21 août 1970 à Aubusson, est un architecte français.

## Biographie

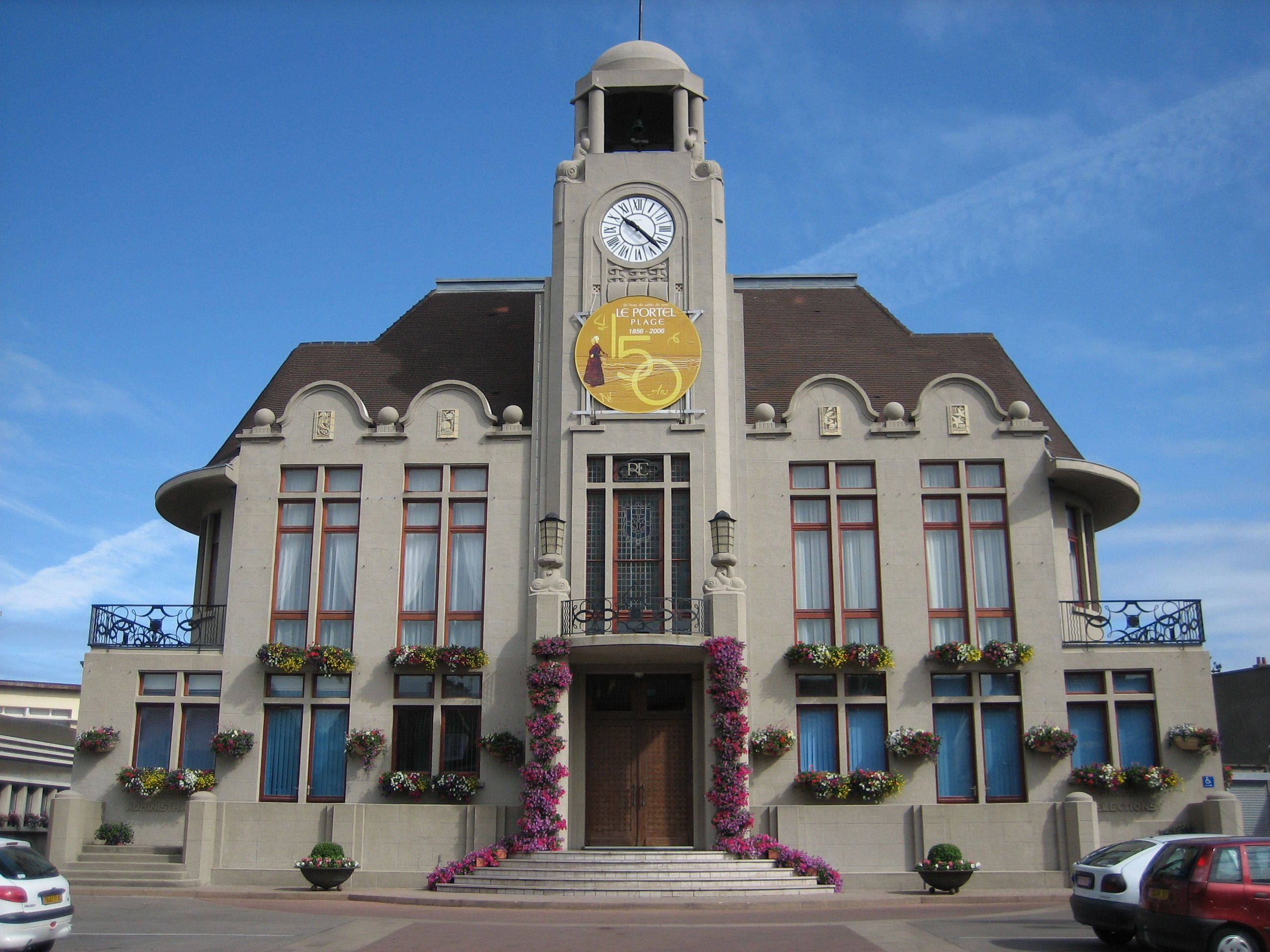
L'hôtel de ville du Portel.

Marcel Félix Joseph Bonhomme naît le 11 septembre 1887 dans le 9e arrondissement de Paris du mariage de Mathieu Joseph Bonhomme, entrepreneur de maçonnerie, et de Marie Eugénie Aumeteyer.
En 1907, il entre à l'École des Beaux-Arts de Paris où il est l'élève de Charles Lemaresquier et Gabriel Héraud et obtient son diplôme le 4 juin 1913.
Il a ses bureaux dans le 9e arrondissement de Paris en 1914 puis dans le 17e arrondissement de Paris entre 1931 et 1951. Après la Première Guerre mondiale, il s'installe également à Arras pour participer à la reconstruction. Il est agréé, en 1951, par le Ministère de la Reconstruction et de l'Urbanisme (MRU) pour le Pas-de-Calais,.
Marcel Bonhomme meurt le 21 août 1970 à Aubusson.

### Distinctions
Marcel Bonhomme est nommé chevalier dans l'ordre national de la Légion d'honneur (1920) puis promu officier, officier d'académie, et décoré des croix de guerre 1914-1918 avec étoile de vermeil et palme et 1939-1945,.

## Principales réalisations
- Arras, différentes construction des années 1920[4].
- Boulogne-sur-Mer, le casino[5].
- Le Portel, l'hôtel de ville de style Art-Déco[2],[6].
- Vis-en-Artois, ensemble architectural comprenant la mairie, l'église et l'école (1920)[7].